# Campeonato Mato-Grossense 2007
In 2007 werd het 65ste Campeonato Mato-Grossense gespeeld voor voetbalclubs uit de Braziliaanse staat Mato Grosso. De competitie werd georganiseerd door de FMF en werd gespeeld van 3 februari tot 27 mei. Cacerense werd kampioen.

## Eerste fase
De top drie kwalificeert zich voor het tweede toernooi, de andere clubs spelen de herkwalificatie voor deelname aan de derde fase. 

### Groep A
| Plaats | Club       | Wed. | W | G | V | Saldo | Ptn. |
| ------ | ---------- | ---- | - | - | - | ----- | ---- |
| 1.     | Cacerense  | 10   | 6 | 4 | 0 | 17:5  | 22   |
| 2.     | Luverdense | 10   | 5 | 1 | 4 | 16:13 | 16   |
| 3.     | Operário   | 10   | 4 | 4 | 2 | 13:11 | 16   |
| 4.     | Sorriso    | 10   | 3 | 3 | 4 | 10:10 | 12   |
| 5.     | Sinop      | 10   | 2 | 2 | 6 | 9:19  | 8    |
| 6.     | Dom Bosco  | 10   | 1 | 4 | 5 | 9:16  | 7    |

|  | Gekwalificeerd voor tweede fase |

### Groep B
| Plaats | Club            | Wed. | W | G | V | Saldo | Ptn. |
| ------ | --------------- | ---- | - | - | - | ----- | ---- |
| 1.     | Jaciara         | 10   | 5 | 3 | 2 | 15:11 | 18   |
| 2.     | Vila Aurora     | 10   | 4 | 4 | 2 | 17:16 | 16   |
| 3.     | Barra do Garças | 10   | 3 | 4 | 3 | 14:12 | 13   |
| 4.     | União           | 10   | 3 | 4 | 3 | 14:14 | 13   |
| 5.     | Mixto           | 10   | 2 | 4 | 4 | 12:15 | 10   |
| 6.     | Juventude       | 10   | 1 | 5 | 4 | 12:16 | 8    |

|  | Gekwalificeerd voor tweede fase |

## Tweede fase

### Groep C
| Plaats | Club       | Wed. | W | G | V | Saldo | Ptn. |
| ------ | ---------- | ---- | - | - | - | ----- | ---- |
| 1.     | Cacerense  | 6    | 3 | 0 | 3 | 8:5   | 9    |
| 2.     | Luverdense | 6    | 2 | 2 | 2 | 8:7   | 8    |
| 3.     | Operário   | 6    | 1 | 2 | 3 | 5:10  | 5    |

|  | Gekwalificeerd voor derde fase |

### Groep D
| Plaats | Club            | Wed. | W | G | V | Saldo | Ptn. |
| ------ | --------------- | ---- | - | - | - | ----- | ---- |
| 1.     | Jaciara         | 6    | 3 | 2 | 1 | 5:4   | 11   |
| 2.     | Vila Aurora     | 6    | 3 | 1 | 2 | 8:7   | 10   |
| 3.     | Barra do Garças | 6    | 2 | 1 | 3 | 8:9   | 7    |

|  | Gekwalificeerd voor derde fase |

### Herkwalificatie

#### Groep E
| Plaats | Club      | Wed. | W | G | V | Saldo | Ptn. |
| ------ | --------- | ---- | - | - | - | ----- | ---- |
| 1.     | Sorriso   | 6    | 3 | 0 | 3 | 13:21 | 9    |
| 2.     | Dom Bosco | 6    | 1 | 0 | 5 | 10:19 | 3    |
| 3.     | Sinop     | 6    | 0 | 3 | 3 | 5:13  | 3    |

|  | Finale herkwalificatie |
|  | Degradatie             |

#### Groep F
| Plaats | Club      | Wed. | W | G | V | Saldo | Ptn. |
| ------ | --------- | ---- | - | - | - | ----- | ---- |
| 1.     | União     | 6    | 4 | 2 | 0 | 19:4  | 14   |
| 2.     | Juventude | 6    | 4 | 0 | 2 | 17:10 | 12   |
| 3.     | Mixto     | 6    | 3 | 1 | 2 | 17:14 | 10   |

|  | Finale herkwalificatie |

#### Finale
| Team #1 | Tot.  | Team #2 | 1ste wed | 2de wed |
| ------- | ----- | ------- | -------- | ------- |
| Sorriso | 1 - 6 | União   | 1 - 3    | 0 - 3   |

## Derde fase
| Plaats | Club        | Wed. | W | G | V | Saldo | Ptn. |
| ------ | ----------- | ---- | - | - | - | ----- | ---- |
| 1.     | Cacerense   | 6    | 4 | 0 | 2 | 9:6   | 12   |
| 2.     | Jaciara     | 6    | 3 | 2 | 1 | 6:2   | 11   |
| 3.     | Vila Aurora | 6    | 2 | 2 | 2 | 8:9   | 8    |
| 4.     | União       | 6    | 0 | 2 | 4 | 6:12  | 2    |

|  | Finale om de titel |

### Finale
|             |                |       |           |  |
| 20 mei Heen | Grêmio Jaciara | 0 – 1 | Cacerense |  |
| 20 mei Heen |                |       |           |  |

|              |           |       |                |  |
| 27 mei Terug | Cacerense | 2 – 0 | Grêmio Jaciara |  |
| 27 mei Terug |           |       |                |  |

### Kampioen
| Campeonato Mato-Grossense de 2007 |
| Mato-Grosso                       |
| --------------------------------- |
| CACERENSE Kampioen (1° titel)     |